# 宮城県道14号亘理大河原川崎線
宮城県道14号亘理大河原川崎線（みやぎけんどう14ごう わたりおおがわらかわさきせん）は、宮城県亘理郡亘理町から柴田郡大河原町を経て、柴田郡川崎町に至る県道（主要地方道）である。

## 概要
宮城県亘理郡亘理町の国道6号から角田市、大河原町、柴田町、村田町、川崎町と宮城県南部を横断し、国道286号・国道457号（重複区間）とを結ぶ県道路線。途中、東北自動車道村田ICおよび山形自動車道宮城川崎ICと接続する。この県道沿いには多数の工業団地が存在する。

### 路線データ
- 実延長：38.6373 km[1]
- 起点：宮城県亘理郡亘理町（国道6号・宮城県道10号塩釜亘理線交点）
- 終点：宮城県柴田郡川崎町（山形自動車道宮城川崎IC・国道286号・国道457号交点）

### 旧道
- 角田市君萱 - 柴田郡大河原町大谷
  - 郡界トンネルより50mほど北に旧郡界隧道と共に存在していた。現在は角田市側の一部をチェーン交換所で冬季開放、それ以外は閉鎖。
- 宮城県柴田郡村田町小泉
  - 現道より東に存在、約500m。付近では当時渋滞が存在していたため、線形を改良している。現在は村田町道へ降格。
- 柴田郡川崎町支倉字殿上山 - 柴田郡村田町足立北向
  - おおよそ勾配6%がある警戒標識の範囲が新道、前後で左右に入れる道が旧道である。家屋があるため生活道として一部は通れるようにしている以外は廃道化している。

## 歴史
- 1971年（昭和46年）6月26日 - 建設省により県道亘理大河原線及び大河原川崎線が「亘理大河原川崎線」として主要地方道に初めて指定される。[2]
- 1972年（昭和47年）3月17日 - 宮城県が主要地方道昇格に伴う路線の再編成の一環として、従来の「県道亘理大河原線」と「県道大河原川崎線」を廃止し、「亘理大河原川崎線」として認定。[3]
- 1993年（平成5年）
  - 5月11日 - 建設省により、県道亘理大河原川崎線が亘理大河原川崎線として主要地方道に指定される[4]。
  - 10月19日 - 県道番号が決定[5]され、従前の主要地方道30号[6]から、県道14号に変更される。（12月1日より施行）

## 路線状況

### 重複区間
- 宮城県道28号丸森柴田線（角田市中丸 - 角田市坂津田 約1.582 km）
- 宮城県道50号白石柴田線（柴田郡大河原町住吉町 - 柴田郡柴田町船岡  約1.427 km）
- 宮城県道52号亘理村田蔵王線（柴田郡村田町小泉 - 柴田郡村田町沼辺[7]）
- 宮城県道25号岩沼蔵王線（柴田郡村田町小池 - 柴田郡村田町末広町 約0.479 km）
- 宮城県道47号蔵王川崎線（柴田郡川崎町前川字本町 - 柴田郡川崎町前川字中町  約0.248 km）

### 交通量[8]
令和３年度

#### 24時間交通量
- 村田町沼辺赤沼 - 9,954台

#### 12時間交通量
- 亘理町字愛宕前 - 5,055台
- 角田市坂津田字千海田 - 7,338台
- 角田市君萱字田中下 - 4,673台
- 柴田町船岡大塚 - 6,881台
- 大河原町町 - 5,798台
- 村田町村田反町 - 6,246台
- 村田町足立舘前 - 3,939台
- 川崎町前川荒田 - 2,861台

## 道路施設
郡界トンネル
角田市 - 柴田郡大河原町の境界にあるアーチ構造のトンネル。長さ 104 m、高さ 4.7 m。1988年竣工。
旧郡界隧道
角田市 - 柴田郡大河原町の境界にある郡界トンネルの旧トンネルで、アーチ構造をもつ。新トンネルが開通するまで、宮城県の県道トンネルとしては最も古いもので、トンネル自体は2022年3月現在も存在する。長さ 55.2 m、高さ 3.5 m。1919年（大正8年）竣工。
東根橋
角田市を流れる阿武隈川に架かる橋長 573.3 m の橋。
末広橋
柴田郡大河原町を流れる白石川に架かる橋長 156.4 m の橋。総重量8トン超過の車両は通行止めの通年規制となっている。
道の駅
道の駅村田（柴田郡村田町）

## 地理

### 通過する自治体

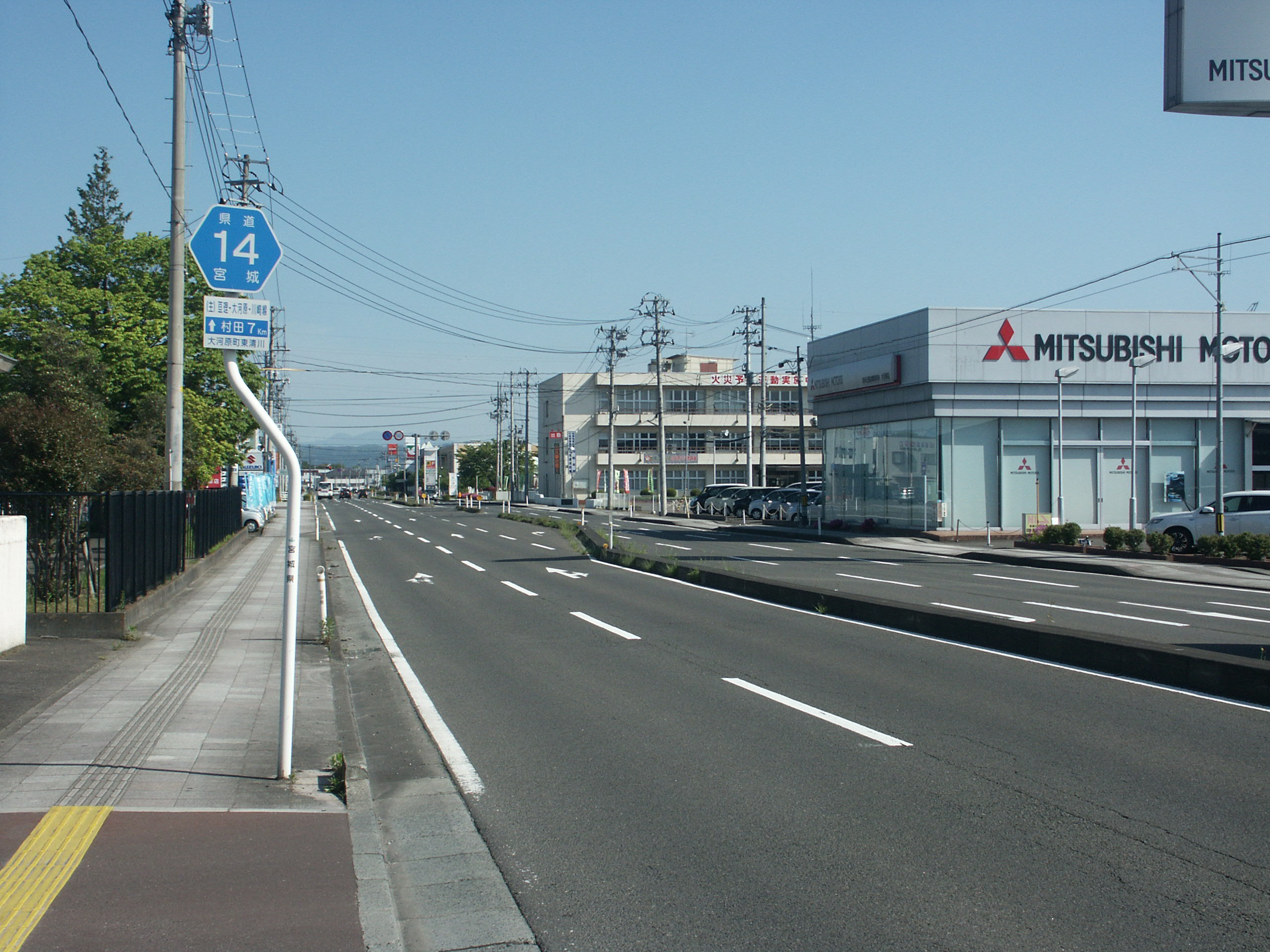
大河原町東清川付近

- 亘理郡亘理町
- 角田市
- 柴田郡
  - 大河原町
  - 柴田町
  - 村田町
  - 川崎町
  - 村田町[12]
  - 川崎町

### 交差する道路

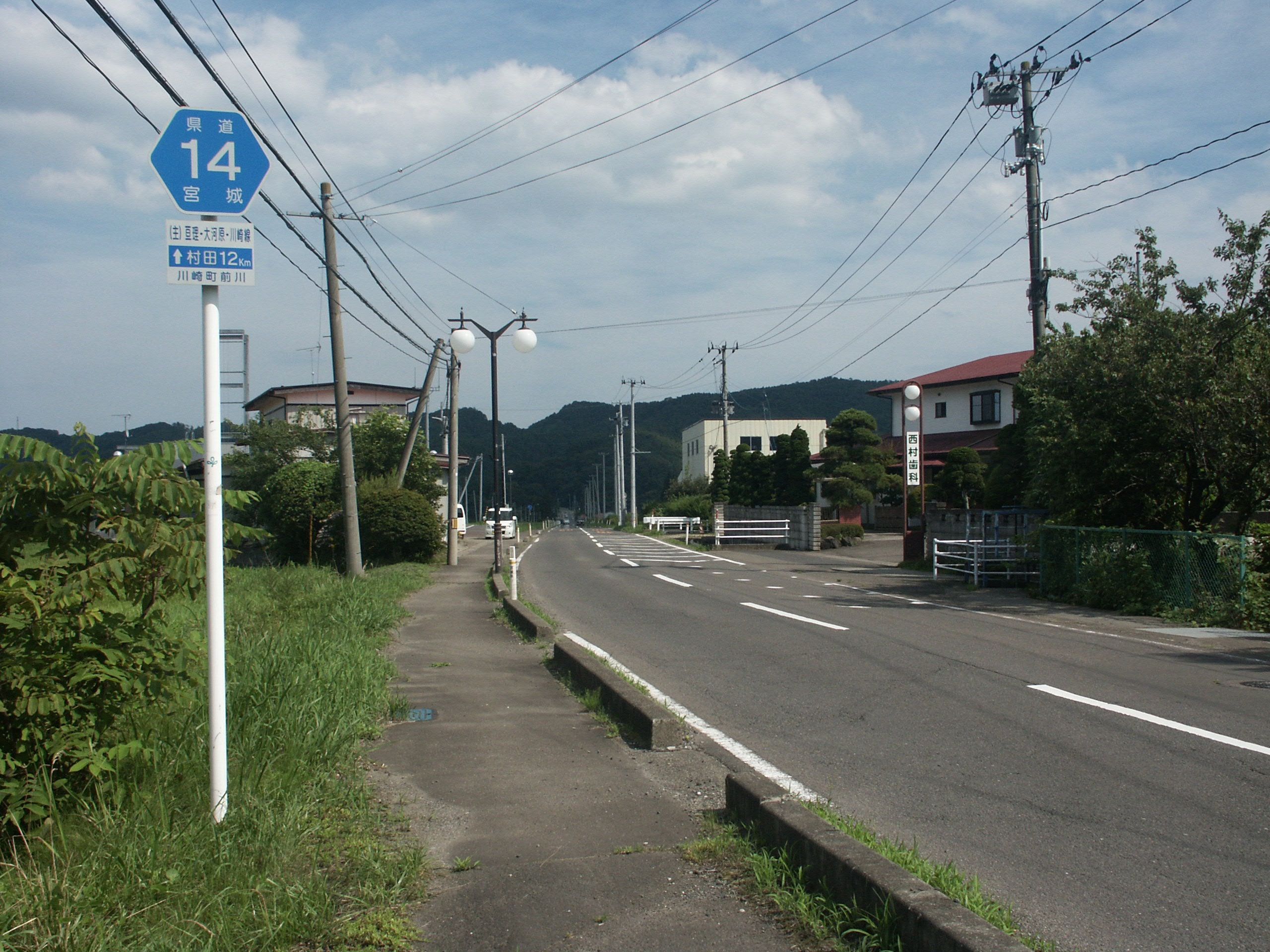
川崎町前川付近

- 国道6号・宮城県道10号塩釜亘理線（亘理郡亘理町）
- 宮城県道28号丸森柴田線（角田市）
- 国道349号（角田市）
- 宮城県道114号角田柴田線（角田市）
- 隈西広域農道（角田市）
- 宮城県道50号白石柴田線（柴田郡大河原町）
- 宮城県道115号蔵王大河原線（柴田郡大河原町）
- 国道4号（柴田郡大河原町）
- 宮城県道52号亘理村田蔵王線（柴田郡村田町）[7]
- E4 東北自動車道 村田IC（柴田郡村田町）
- 宮城県道25号岩沼蔵王線（柴田郡村田町）
- 宮城県道119号碁石富岡線（柴田郡川崎町）
- 宮城県道47号蔵王川崎線（柴田郡川崎町）
- E48 山形自動車道 宮城川崎IC・国道286号・国道457号（柴田郡川崎町、終点）

### 沿線の施設など
- 亘理警察署（起点付近）
- 阿武隈急行線 岡駅（角田市岡白岩）
- 角田宇宙センター（角田市神次郎）
- 法務局大河原支局（大河原町錦町）
- JR東北本線 大河原駅
- 大河原町立大河原小学校（大河原町町）
- 仙南広域消防本部（大河原町新青山）
- えずこホール仙南芸術文化センター（大河原町小島）
- みやぎ県南中核病院（大河原町西）
- 大河原警察署（大河原町小島）
- 東北新幹線
- 村田町立村田第二小学校（村田町沼辺）
- 村田町立村田第二中学校（村田町沼辺）
- 宮城県大河原産業高等学校川崎校（川崎町前川字北原）